# مومبوجومبو
مومبوجومبو یک شرکت توسعه دهنده مستقل بازی ویدئویی برای رایانه‌های شخصی، کنسول‌های بازی و دستگاه‌های تلفن همراه است.